# 芙蕾雅·安德森
芙蕾雅·安德森（英語：Freya Anderson，2001年3月4日—）生于英格兰默西赛德郡伯肯黑德，是一名英国女子游泳运动员，主攻短距离自由泳。她在童年时，父母为了她能够掌握相关技能而让她学习游泳。2016年，她获得英国游泳协会颁发的年度最佳新星奖。2017年4月，她获得全国游泳锦标赛冠军，首次入选世界游泳锦标赛参赛阵容。